# EGLN2
EGLN2 (англ. Egl-9 family hypoxia inducible factor 2) – білок, який кодується однойменним геном, розташованим у людей на короткому плечі 19-ї хромосоми. Довжина поліпептидного ланцюга білка становить 407 амінокислот, а молекулярна маса — 43 650.
| 10         |  | 20         |  | 30         |  | 40         |  | 50         |
| ---------- |  | ---------- |  | ---------- |  | ---------- |  | ---------- |
| MDSPCQPQPL |  | SQALPQLPGS |  | SSEPLEPEPG |  | RARMGVESYL |  | PCPLLPSYHC |
| PGVPSEASAG |  | SGTPRATATS |  | TTASPLRDGF |  | GGQDGGELRP |  | LQSEGAAALV |
| TKGCQRLAAQ |  | GARPEAPKRK |  | WAEDGGDAPS |  | PSKRPWARQE |  | NQEAEREGGM |
| SCSCSSGSGE |  | ASAGLMEEAL |  | PSAPERLALD |  | YIVPCMRYYG |  | ICVKDSFLGA |
| ALGGRVLAEV |  | EALKRGGRLR |  | DGQLVSQRAI |  | PPRSIRGDQI |  | AWVEGHEPGC |
| RSIGALMAHV |  | DAVIRHCAGR |  | LGSYVINGRT |  | KAMVACYPGN |  | GLGYVRHVDN |
| PHGDGRCITC |  | IYYLNQNWDV |  | KVHGGLLQIF |  | PEGRPVVANI |  | EPLFDRLLIF |
| WSDRRNPHEV |  | KPAYATRYAI |  | TVWYFDAKER |  | AAAKDKYQLA |  | SGQKGVQVPV |
| SQPPTPT    |  |            |  |            |  |            |  |            |

A: Аланін

C: Цистеїн

D: Аспарагінова кислота

E: Глутамінова кислота

F: Фенілаланін

G: Гліцин

H: Гістидин

I: Ізолейцин

K: Лізин

L: Лейцин

M: Метіонін

N: Аспарагін

P: Пролін

Q: Глутамін

R: Аргінін

S: Серин

T: Треонін

V: Валін

W: Триптофан

Кодований геном білок за функціями належить до оксидоредуктаз, фосфопротеїнів. 
Білок має сайт для зв'язування з іонами металів, іоном заліза. 
Локалізований у ядрі.